# Carandiru-Massaker
Das Carandiru-Massaker folgte einem Häftlingsaufstand im Casa de Detenção de São Paulo, dem Gefängnis von São Paulo, am 2. Oktober 1992. Das bis 2002 betriebene Gefängnis, zeitweilig die größte Haftanstalt Südamerikas, war nach dem Stadtteil, in dem es sich befand, auch als Carandiru bekannt. Angehörige der Polizei des Bundesstaates töteten bei der Niederschlagung des Aufstands 111 Gefangene.

## Hintergrund
Das vom Architekten Samuel de Neves gebaute Gefängnis galt bis in die 1940er Jahre als Muster modernen Justizvollzugs. Der zunehmenden Überfüllung versuchte man 1956 durch Neubauten Herr zu werden. Es standen nun 3250 Haftplätze zur Verfügung. Jedoch waren immer bis zu 8000 Menschen inhaftiert. Carandiru war berüchtigt für Gewalt, Bandenkriminalität, Drogenkonsum, Korruption und äußerste Brutalität der Wärter. Es war das größte Gefängnis Lateinamerikas.

## Aufstand
Im Oktober 1992 waren über 7000 Menschen in Carandiru inhaftiert – mehr als das Doppelte der offiziellen Kapazität. 2000 Gefangene waren im Block für Ersttäter und Untersuchungshäftlinge untergebracht. Dort brach am 2. Oktober 1992 eine Revolte unter den Insassen aus.
Die Gendarmerie des Bundesstaats São Paulo (Polícia Militar do Estado de São Paulo) stürmte daraufhin das Gefängnis mit 330 Polizisten. Obwohl die Häftlinge weiße Fahnen gehisst hatten und ihre Messer in den Hof geworfen hatten, wies der kommandierende Coronel Uribatan Guimarães seine Untergebenen an, das Feuer zu eröffnen. Die Militärpolizisten erschossen 102 Häftlinge. Die meisten der Opfer wiesen Einschüsse in Kopf und Brust auf. Weitere 9 Häftlinge starben an Stichwunden. 87 Gefangene und 22 Polizisten wurden verletzt.

## Juristische Aufarbeitung
Die juristische Aufarbeitung zog sich anschließend über mehr als zwei Jahrzehnte hin. Der damalige Polizeikommandant Ubiratan Guimarães musste sich vor Gericht verantworten; ihm wurde vorgeworfen, den Schießbefehl gegeben zu haben. 2001 wurde er in erster Instanz zu 631 Jahren Haft verurteilt, trat die Haft jedoch nie an. 2006 wurde er freigesprochen; inzwischen war er Parlamentsabgeordneter. Wenige Monate nach dem Spruch wurde er ermordet, vermutlich von seiner Geliebten.
In vier getrennten Verfahren wurden im April 2013 23 Polizisten zu einer Haftstrafe von jeweils 156 Jahren, im August 2013 25 Polizisten zu jeweils 624 Jahren, im März 2014 9 Polizisten zu jeweils 96 Jahren verurteilt, ein weiterer Polizist zu 104 Jahren und schließlich im April 2014 15 Polizisten zu jeweils 48 Jahren Gefängnis. Nach brasilianischem Recht dürfen verurteilte Häftlinge maximal dreißig Jahre inhaftiert bleiben.
Thomas Faltheuer, langjähriger Leiter der Böll-Stiftung in Brasilien, wurde vom Deutschlandfunk 2012 mit folgender Beurteilung zitiert: „Der damalige Gouverneur, Fleury Filho, Gouverneur von São Paulo, galt als ernsthafter Anwärter für das Amt des Präsidenten. Dessen politische Karriere ist im Grunde genommen ruiniert worden durch Carandiru. Das nur mal als kleiner Indikator dafür, dass es doch ein Ereignis war, das weitreichende Konsequenzen hatte auch im politischen System Brasiliens.“

## Reaktionen
Amnesty International wies darauf hin, dass das deutsche Unternehmen Heckler & Koch die brasilianischen Sicherheitskräfte ausgerüstet habe. Bei der Erstürmung erschossen die Beamten die Häftlinge unter anderem mit Maschinenpistolen vom Typ MP5. Anhand der Seriennummern der Maschinenpistolen konnte Amnesty nachweisen, dass die Waffen aus der Bundesrepublik nach Brasilien geliefert worden waren.
Das Carandiru-Massaker ist das Thema des Songs Manifest von dem Album Chaos A.D. (1993) der Band Sepultura.

## Gedenken
2014 erinnerten Menschenrechtsorganisationen am 22. Jahrestag mit einem Gedenkmarsch gegen Polizeigewalt durch São Paulo an das Carandiru-Massaker. Am 2. Oktober 2014 liefen mehrere hundert Menschen durch die Bundeshauptstadt.

## Publikationen
- Hector Babencos (2003) (Film): Carandiru, basierend auf dem Buch des Arztes Drauzio Varella.